# Luka Bloom

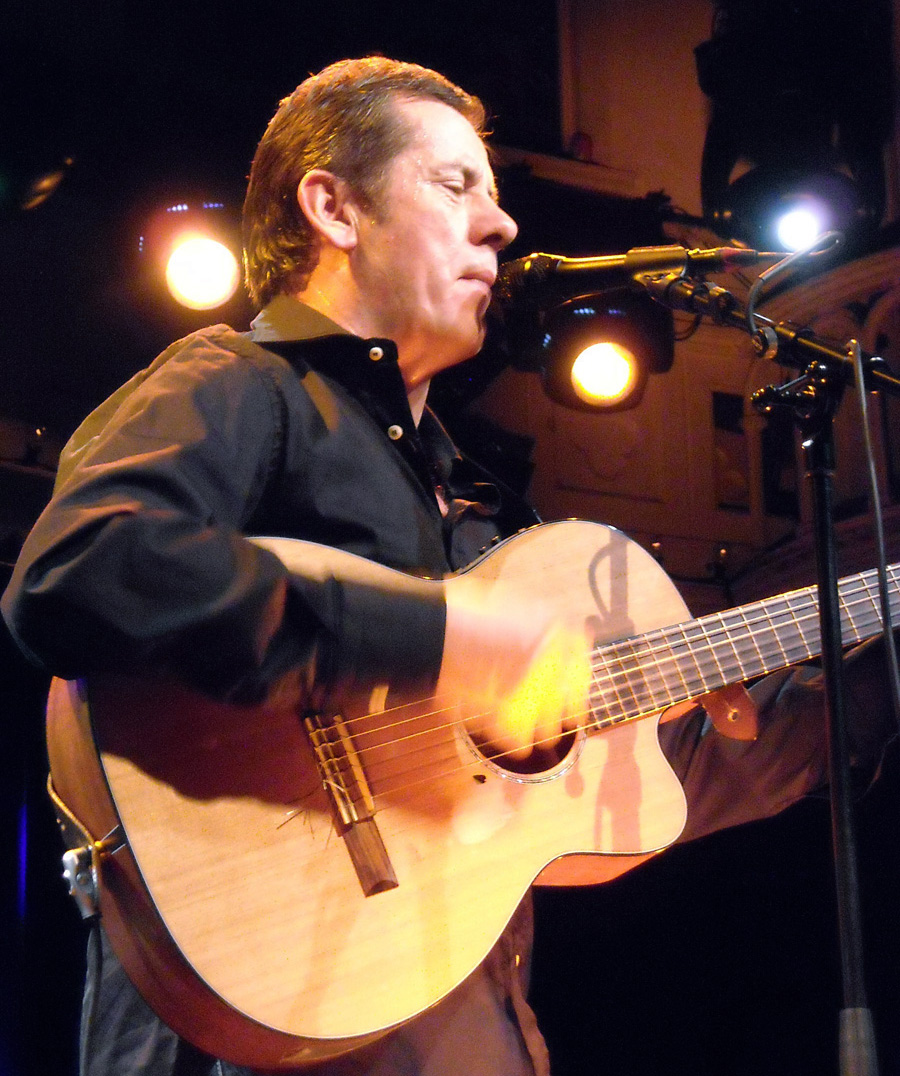
Luka Bloom (2008)

Luka Bloom (bürgerlich Kevin Barry Moore, * 23. Mai 1955 in Newbridge, County Kildare) ist ein irischer Sänger, Musiker und Songschreiber.

## Leben
Luka Bloom ist der jüngere Bruder von Christy Moore. Seinen Künstlernamen entlieh er sich aus dem Titel Luka von Suzanne Vega und dem Nachnamen der Hauptfigur Leopold Bloom aus dem Roman Ulysses von James Joyce.
1969 nahm ihn sein Bruder erstmals mit auf Tour, 1978 erschien das erste von drei Alben unter seinem eigentlichen Namen, nach dem letzten Album dieser Phase verschwand er jedoch für einige Jahre vorläufig wieder von der Bildfläche. 1987 siedelte Bloom in die USA um, wo er regelmäßig in zwei Pubs auftrat und sich schließlich in New York niederließ. Unter seinem neuen Künstlernamen konnte er sich schließlich als Folk-Rock-Künstler etablieren und brachte in der Folgezeit Alben heraus, die hauptsächlich von seinem Gesang und seiner akustischen Gitarre geprägt sind, bei seiner Liveaufnahme Amsterdam ist er gänzlich ohne Begleitung zu hören. Auf den Alben The Acoustic Motorbike und Keeper Of The Flame wird Bloom durch seinen Bruder auf der Bodhrán begleitet, letzteres Album besteht ausschließlich aus Coverversionen. Mitte der 1990er Jahre kehrte er nach Irland zurück.
Bloom arbeitete oft auch mit anderen Künstlern zusammen, darunter die irische Sängerin Sinéad O’Connor.

## Diskografie

### Alben
Barry Moore:
- Treaty Stone (1978)
- In Groningen (Barry Moore & Eamon Murray) (1980)
- No Heroes (1982)

Luka Bloom:
- Luka Bloom (1988)
- Riverside (1990)
- The Acoustic Motorbike (1992)
- Turf (1994)
- Salty Heaven (1998)
- Keeper of the Flame (2000)
- The Barry Moore Years (Kompilation) (2001)
- Between The Mountain and the Moon (2001)
- Amsterdam – Live (2003)
- Before Sleep Comes (2004)
- Innocence (2005)
- Tribe (2007)
- The Platinum Collection (Kompilation) (2007)
- The Man Is Alive (2 DVD + 1 CD Set) (2008)
- Eleven Songs (2008)
- Dreams in America (2010)
- This New Morning (2012)
- Head and Heart (2014)
- Frúgalisto (2016)
- Refuge (2017)
- Sometimes I Fly - Live in Bremen 2001 (2018)
- Live at De Roma (2020)
- Bittersweet Crimson (2020)
- Out of the Blue (2021)
- Wave Up to the Shore (2022)
- A Second Wind (2025)